# Impôt retenu à la source

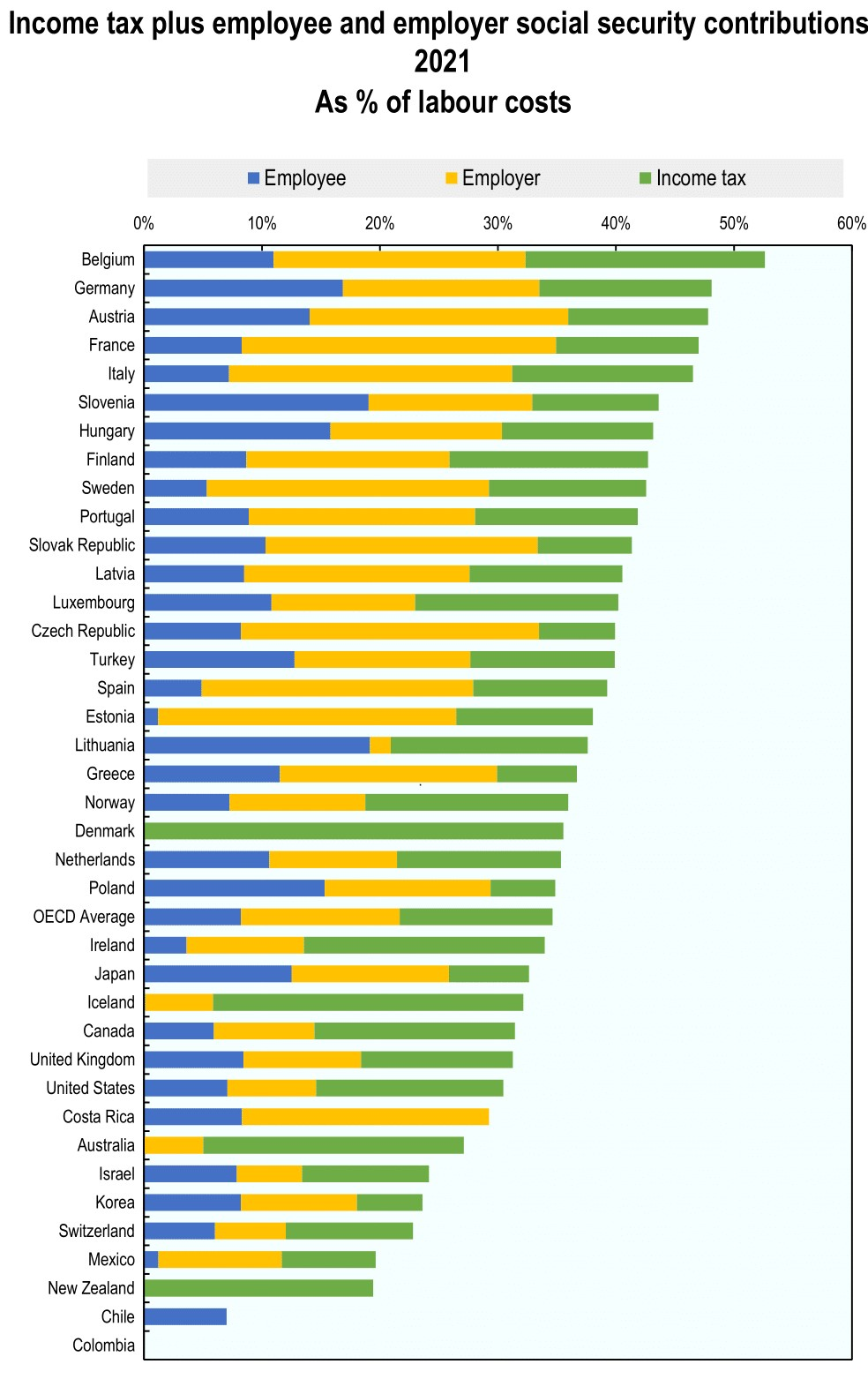
Masse salariale et impôt sur le revenu par pays de l'OCDE

L'impôt retenu à la source recouvre plusieurs formes d'impôts. Les deux principales catégories étant la retenue à la source et le prélèvement à la source.
La retenue à la source est un dispositif fiscal permettant à un État de prélever l'impôt sur des sommes versées à un non-résidant fiscal du pays.
Le prélèvement à la source, également appelé précompte professionnel en Belgique, est une technique de prélèvement fiscal consistant à faire retenir par un tiers payeur, au fil des revenus qu’il verse à la personne concernée, l’impôt dû au titre de ces mêmes revenus. Le prélèvement à la source a en général le statut d'acompte sur l'impôt que devra payer le contribuable. Si l'impôt retenu permet de se soustraire au régime normal d'imposition, on parle alors de prélèvement libératoire.
Le prélèvement à la source est un régime d'imposition sur le revenu répandu dans la plupart des pays pratiquant la taxation des revenus, notamment les États-Unis, le Royaume-Uni, l'Allemagne, la Belgique, le Danemark, les Pays-Bas, le Luxembourg, la Tunisie et la France depuis 2019. Il n'est pas pratiqué à Singapour.

## Historique

### France
Une première tentative d'impôt universel sur le revenu, le dixième, est mise en place par le contrôleur général Nicolas Desmaretz entre 1710 et 1717 afin de financer la Guerre de Succession d'Espagne que mène Louis XIV, et qui a donc besoin de liquidités. Il se fonde sur une déclaration des biens possédés par les contribuables en particulier les biens fonciers. Pour les revenus versés par l’État sous forme de rentes ou de gages pour les officiers, on procède pour la première fois de l'histoire à un prélèvement à la source d'une valeur de 10 %[source insuffisante]. Ce prélèvement à la source est d'abord effectué par les particuliers pour le compte de l'État : les propriétaires sont invités à déduire le dixième des rentes qu'ils servaient à leurs créanciers ; puis deux déclarations royales (27 décembre 1710 et 3 janvier 1711) mettent en place les procédures du prélèvement à la source par l'État : 10 % des gages, des pensions et même des rentes constituées (titres de la dette publique) sont retenus au Trésor royal avant leur versement aux bénéficiaires ordinaires. Dès les premiers mois de 1711, quelques millions de livres sont disponibles pour alimenter la préparation de la campagne militaire du printemps.
Le prélèvement de l'impôt à la source est un projet ancien, qui a connu une première expérimentation avec le décret du 10 novembre 1939 sous le nom de « stoppage à la source » afin de financer l'effort de guerre, avant d'être supprimé en septembre 1948.
Sa réintroduction sera régulièrement proposée avant sa réintroduction initialement prévue pour 2018, puis décalée en 2019.
À partir de septembre 2018, les feuilles de paie des salariés, d'entreprises pilotes, mentionnent une simulation du montant de l'impôt et du revenu net d'impôt.

### Maroc
Le code général des impôts et notamment l'article 15, stipule que les prestations de services que paye une société marocaine à un non-résident (personne physique ou morale) sont des produits bruts soumis à la retenue à la source.
On peut ainsi lire dans l'article 15 du CGI :
" Les produits bruts soumis à la retenue à la source prévue à l’article 4 ci-dessus sont ceux versés, mis à la disposition ou inscrits en compte des personnes physiques ou morales non résidentes au titre : (...)
IX.- de commissions et d'honoraires ;
X.- de rémunérations des prestations de toute nature utilisées au Maroc ou fournies par des personnes non résidentes.
Cette retenue pose de plus en plus de problématiques d'application.

## Mise en œuvre

### Déclaration
Chaque contribuable continue à remplir sa déclaration de revenus, afin que rentrent dans le calcul les revenus autres que les salaires et pensions. De plus cela permet d'informer l'administration en cas de changement durant l'année fiscale.

### Régularisation périodique
Afin de tenir compte de la diversité des sources de revenu et du caractère généralement progressif des barèmes d'impôts sur le revenu, les contribuables sont souvent tenus de souscrire une déclaration annuelle visant à régulariser leur impôt total. L'impôt théorique y est calculé et le contribuable ou l'administration doivent régulariser la situation au regard des acomptes.

## Modalités selon la nature des revenus

### Salaires et retraites
L'impôt est généralement retenu à la source par l'employeur ou l'organisme verseur du revenu. Le bénéficiaire du revenu est en général tenu de lui communiquer les éléments personnels nécessaires au calcul de l'impôt.

### Revenus locatifs
L'impôt peut y être retenu à la source par le bailleur, le preneur ou l'agence immobilière selon les législations. La retenue prend généralement la forme d'un montant forfaitaire ayant un caractère d'acompte en attente de régularisation.
Il peut également être prélevé directement sur le compte bancaire du contribuable par le service des impôts, soit mensuellement, soit trimestriellement.

### Revenus de valeurs mobilières
- L'impôt peut être retenu à la source par la banque, qui retiendra un montant forfaitaire ayant soit un caractère libératoire, soit un caractère d'acompte. Il peut également être prélevé directement sur le compte bancaire du contribuable par le service des impôts, soit mensuellement, soit trimestriellement[12].

## Une nouvelle donne pour l'État, l'usager et le tiers-payeur

### Avantages et risques pour l'État
- Baisse des coûts de collecte. En effet, les tiers-payeurs, en majorité des entreprises, s'avèrent beaucoup moins nombreux que les particuliers.
- Rendement optimal de cet impôt. Un contribuable imprévoyant ne sera plus amené à formuler une demande de remise partielle ou totale de son impôt à son percepteur parce que ses revenus ont brutalement chuté, ou parce qu'il a dû faire face à des dépenses non planifiées.
- Évasion fiscale, l'année du passage de l'ancien au nouveau système. Le premier collecte les impôts en fonction des revenus de l'année précédente. Le second sur l'année en cours. Exemple : en 2009 l'impôt sur le revenu fondé sur l'ancien système se calculerait en fonction de revenus de 2008 ; si le passage au prélèvement à la source se faisait en 2010, l'impôt se calculerait alors sur ceux de 2010. Les revenus de 2009 ne seraient pas déclarés et n'engendreraient pas d'impôts à collecter. Afin d'éviter toute dérive. L'impôt de l'année N-1 est donc calculé puis effacé en application du Crédit d'Impôt Modernisation du Recouvrement (CIMR). Seules les sommes perçues à titre exceptionnel restent imposées.
- Selon Didier Migaud, premier président de la Cour des comptes, le prélèvement à la source a plus d'inconvénients que d'avantages[3].
- Pour les associations libérales comme Contribuables associés ou Liberté chérie, le prélèvement à la source « dissimule la pression fiscale »[13].
- Ponctuellement le gouvernement craint l’effet psychologique de la réforme, du fait de la diminution du revenu mentionné sur les fiche de salaire une fois l’impôt sur le revenu soustrait[14],[15].

### Avantages et inconvénients pour le contribuable
- Le paiement à la source règle le problème de la baisse des revenus d'une année sur l'autre (concerne 30 % des contribuables), obligeant à payer un impôt ne correspondant plus aux revenus actuels. Désormais, il suffit de signaler en cours d'année un changement de revenu ou de situation fiscale pour voir le montant de son impôt ajusté.
- Ponctuellement : cadeau fiscal d'une année, puisque aucun impôt ne sera à payer sur les revenus de 2018[16].
- Il permettra de connaître mois après mois son revenu net réel (net de cotisations sociales mais aussi d'impôt)[1].
- Du point de vue de la confidentialité, le tiers-payeur connait le taux d'imposition du contribuable et donne donc une indication sur la situation financière d'un salarié. La protection des données personnelles des contribuables vis-à-vis de leur employeur peut donc poser des problèmes[1]. Bercy précise que les contribuables peuvent choisir un taux appelé « non personnalisé » dépendant uniquement du salaire et ne tenant pas compte de sa situation personnelle (bien entendu le solde ultérieurement sera demandé directement par le fisc). Le Conseil constitutionnel a tout de même tranché en validant le prélèvement de l'impôt à la source[17].